# Varaja-purana
El Varaja-purana es uno de los dieciocho principales Puranas (textos religiosos hinduistas).

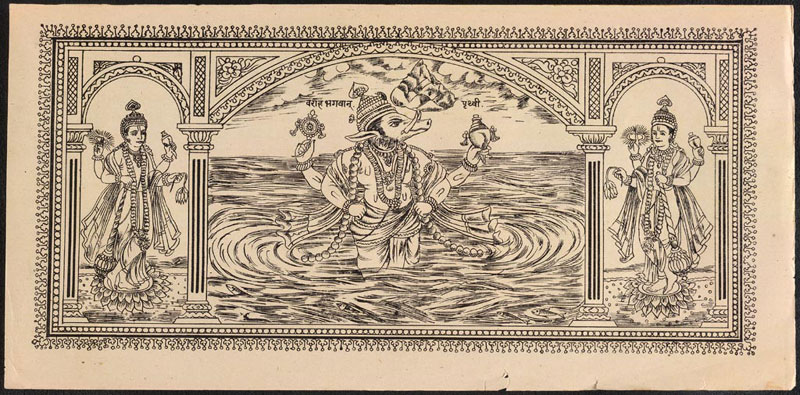
Ilustración del Atha srímad Varaja majá puranám (‘este es el señor Jabalí gran historia’). (Kalyana Nagariam: Lakshmi Venkatesvara Mudranalaye, 1923). A la izquierda del jabalí se ve la leyenda: «Varāja bhagavān» y a la derecha, al lado del planeta Tierra (las montañas sostenidas por los colmillos), se lee «Prithwī» (‘la Tierra’)

- varāhapurāṇa, en el sistema AITS (alfabeto internacional de transliteración sánscrita).
- वराहपुराण, en escritura devanagari del sánscrito.
- pronunciación: /varája-puraná/.[1]

## Contenido
Las ediciones impresas de este trabajo cuentan con 218 capítulos.
En él se describe en detalle acerca de la Varaja avatar, la tercera encarnación (como jabalí) del dios Visnú.
Narra cómo Varaja rescató a Prithuí (la Tierra en forma de vaca) del fondo del universo. Este fondo sería barroso (según estos textos), y Visnú adoptó la forma de un gigantesco jabalí, y mediante el olfato la encontró y la levantó con sus colmillos.